# تخلخل العظام الشيخوخي
يتبع تخلخل العظام الشيخوخي إلى طب المسنين ويملك آلية مرضية معينة. توجد تصنيفات مختلفة لتخلخل العظام. يحدث تخلخل العظام الأولي نتيجة التقدم بالعمر، ويحدث تخلخل العظام الثانوي بسبب فقدان كتلة العظام الناتجة عن العوامل السريرية ونمط الحياة. يصنف تخلخل العظام الأولي أو العفوي إلى النوع الأول أو النوع الثاني. يشير النوع الأول إلى تخلخل العظام بعد انقطاع الطمث والذي ينتج عن نقص هرمون الاستروجين. يصنف تخلخل العظام الشيخي إلى النوع الثاني، ويعتبر تخلخل عظام أولي عفوي الحدوث، يصيب الرجال والنساء فوق سن 70 عامًا. يترافق مع نقص فيتامين دال، وفشل الجسم في امتصاص الكالسيوم، وزيادة هرمون جارات الدرق.
تكلف الرعاية الصحية لتخلخل العظام في الولايات المتحدة حوالي 17 مليار دولار سنويًا، ومن المتوقع أن تصل التكلفة إلى 50 مليار دولار بحلول عام 2040. تشكل هذه التكاليف عبئًا أكبر على النظام الصحي بالمقارنة مع الحالات المرضية الأخرى، كسرطان الثدي أو السكتة الدماغية أو السكري أو أمراض الرئة المزمنة. تطبق العديد من المعالجات بشكل فعال وبتكلفة مقبولة. تعادل نسبة النساء اللواتي تزيد أعمارهن عن 67 عام 23% من المرضى المشخصين، يتلقى هؤلاء اختبارات كثافة العظام المعدنية (BMD) أو الوصفات الطبية للعلاج بعد الكسر.

## التظاهرات

### المضاعفات
تنقص الكتلة العظمية مع التقدم بالعمر وتصبح العظام أكثر هشاشة، وبالتالي أكثر عرضة للإصابة بالكسور ومضاعفاتها. تشمل مضاعفات الكسور زيادة خطر تكرار الكسر، وتدني نوعية الحياة نتيجة الألم المزمن أو الإعاقة، تتطلب بعض الحالات رعاية تمريضية طويلة الأمد. تزيد الكسور المرضية من الخطر النسبي للوفاة، يعتمد الخطر على مكان الكسر. يعتبر كسور الورك الأكثر خطورة، ويملك معدل وفيات أعلى بنسبة 20% خلال العام الأول من الكسر. لا تكتشف جميع أنواع الكسور وتكون الكسور الدقيقة غير عرضية، مثل الكسور الانضغاطية في العمود الفقري. تلاحظ هذه الكسور بنقصان الطول، وقد تحدث أثناء الحركات الروتينية كالالتفاف والسعال. 
تساهم العديد من العوامل في زيادة خطر الإصابة بالكسور مثل التقدم في السن، وانخفاض مؤشر كتلة الجسم، وسوابق الإصابة بالكسور، والتدخين، واستخدام الستيرويد، وتناول كميات كبيرة من الكحول، والسقوط المتكرر. توجد العديد من الدراسات التي تربط بين تناول الكحول وخطر الكسور، أجريت هذه الدراسات على الأشخاص الذين يستهلكون الكحول بكميات كبيرة (ثلاث مشروبات أو أكثر يوميًا). يساهم استهلاك كميات كبيرة من الكافيين في زيادة خطر الإصابة بالكسور. تستخدم العديد من مؤسسات الرعاية الصحية أداة تقييم خطر الكسر (FRAX)، يمكن من خلالها تقدير احتمال الإصابة بكسر تخلخل العظام لمدة 10 سنوات، وتعتمد على المعلومات الصحية للفرد والمعايير المذكورة أعلاه.

## الأسباب
يحدث تجدد العظام أو ارتشاف العظام بشكل طبيعي، ويهدف لإصلاح وتقوية العظام في الجسم. يحدث عدم توازن بين ارتشاف العظام وتكوينها مع التقدم بالعمر، ما يساهم في تطور تخلخل العظام الشيخوخي. يسبب تخلخل العظام القشري والتربيقي انخفاض كثافة العظام لدى كبار السن. لم تحدد أسباب تخلخل العظام بشكل واضح حتى الآن، ولكن تمكن العلماء من تحديد عوامل الخطر. تشمل هذه العوامل الجنس، والعمر والاضطرابات الهرمونية، وانخفاض الكثافة العظمية، واضطراب البنية الدقيقة للعظام.
يلعب عوز الزنك دورًا محتملًا في إمراضية تخلخل العظام. يؤدي هذا النقص إلى زوال تحبب الخلايا البدينة، وتحرر الهيبارين الداخلي، وزيادة في الارتشاف العظمي (سحب الكالسيوم من العظام)، يساهم البروستاجلاندين E2 في تثبيط بانيات العظم، ما يجعل العظام أكثر هشاشة. تحفز هذه العوامل إفراز هرمون الغدد جارات الدرق، وأثبت دورها في الآلية الإمراضية لتخلخل العظام الشيخوخي.
ينخفض امتصاص الكالسيوم لدى كبار السن، وتزداد هذه المشكلة سوءًا بسبب انخفاض القدرة على تناوله. يترافق نقص الكالسيوم مع انخفاض امتصاص فيتامين د، وتساهم هذه العوامل في تشخيص تخلخل العظام من النوع الثاني.

### عوامل الخطر
يُعزى تخلخل العظام (النوع الثاني) بشكل رئيسي إلى التقدم بالعمر، تشمل المخاطر الأخرى، العوامل الطبية والدوائية والوراثية والبيئية. تعتبر الكتلة العظمية القصوى المحدد الرئيسي لكثافة العظام، يبدأ تشكلها في الرحم وتكتمل عادةً في سن الأربعين.

#### العوامل الطبية
يصنف تخلخل العظام الثانوي بشكل مستقل، ولكنه يساهم بحدوث تخلخل العظام الأولي. قد يحدث تخلخل العظام الثانوي لدى النساء في فترة ما قبل الطمث أو بعد سن اليأس، تساهم عوامل الخطر في حدوث تخلخل العظام لدى كلا الجنسين (50-80% من الرجال، و30% من النساء بعد انقطاع الطمث). يجب استبعاد الأسباب الثانوية لتخلخل العظام أثناء معالجة الأشخاص الذين تزيد أعمارهم عن 70 عامًا. تشمل الأسباب الثانوية اضطرابات الغدد الصماء (مثل فرط نشاط الغدة الدرقية والسكري)، والاضطرابات الهضمية والكبدية والتغذوية (الداء البطني، وأمراض الأمعاء الالتهابية) والاضطرابات الدموية (كثرة الخلايا البدينة الجهازية)، والاضطرابات الكلوية (مثل أمراض الكلى المزمنة)، واضطرابات المناعة الذاتية (مثل التهاب المفاصل الرثياني، والذئبة الحمامية الجهازية).

#### الأدوية
تساهم بعض الأدوية في فقدان الكتلة العظمية وتشمل الألومنيوم (الموجود في مضادات الحموضة)، ومثبطات الأروماتاز، والسيكلوسبورين، وديبو-ميدروكسي بروجستيرون (قبل سن اليأس)، والغلوكوكورتيكويد، والليثيوم، ومثبطات مضخة البروتون، ومثبطات عود التقاط السيروتونين، والتاكروليموس، والتاموكسيفين (قبل سن اليأس). قد تساهم هذه الأدوية في فقدان العظام وتزيد من خطر الإصابة بكسور تخلخل العظام.

#### العوامل الوراثية
تؤثر العوامل الوراثية والخلقية على كثافة العظام المعدنية وتشمل صحة الأمهات الجسدية، ونمط الحياة، وحالة فيتامين (د). حددت الدراسات الحديثة المزيد من عوامل الخطر كالعرق (تملك النساء السود خطر أدنى للإصابة بتخلخل العظام)، والعمر (العمر الأكبر)، وكتلة الجسم (الوزن المنخفض)، والجنس (الإناث). تختلف الإصابة بتخلخل العظام وكسور الورك باختلاف المجموعات السكانية. يساهم التقدم في العمر في ارتفاع معدل الإصابة بالكسور بسبب تخلخل العظام.

#### العوامل الاجتماعية والغذائية
تساهم العديد من العوامل البيئية والاجتماعية في زيادة خطر الإصابة بتخلخل العظام. يؤدي تدخين التبغ إلى تقليل قدرة الأمعاء على امتصاص الكالسيوم، وزيادة خطر الإصابة بتخلخل العظام. يترافق استهلاك كميات كبيرة من الكافيين والكحول مع انخفاض كثافة العظام لدى كبار السن.
يؤدي تناول كميات صحيحة من فيتامين د إلى تقليل خطر الإصابة بتخلخل العظام لدى كبار السن. يؤدي نقص الفيتامينات إلى انخفاض كتلة العظام، وانخفاض امتصاص الكالسيوم، ويشكل أحد عوامل الخطر. تتداخل العديد من الأدوية مع امتصاص الكالسيوم، مثل مضادات الاختلاج، والمدرات البولية، والكورتيكوستيرويدات، والأدوية المثبطة للمناعة، وبعض الصادات الحيوية، ومضادات الالتهاب غير الستيروئيدية.

## التشخيص
يُشخص تخلخل العظم الشيخوخي بعد حدوث كسر عظمي، يُفضل إجراء سلسلة قياسات للكثافة العظمية (المعروفة بالكثافة المعدنية للعظم) لكبار السن ذوي الخطورة العالية. نشرت منظمة الصحة العالمية معايير تشخيصية تعتمد على الكثافة العظمية المعدنية، توصف الكثافة العظمية بالاعتماد على الانحرافات المعيارية عن متوسط الذروة لدى الشباب الأصحاء من نفس الجنس. يُشخص تخلخل العظم في حال وجود انحراف يتجاوز 2.5 انحراف معياري عن المتوسط، وتُشخص قلة العظام في حال وجود انحراف يتراوح بين 1.0 و2.5 انحراف معياري عن المتوسط. تستخدم معيار تي سكور لتقدير انتشار تخلخل العظم بين الشعوب عامةً وليس بين أفراد معينين، أدى ذلك إلى إنشاء الجمعية الوطنية لتخلخل العظم والمجتمع الدولي لقياس الكثافة السريرية. يعتبر قياس امتصاص الأشعة السينية ثنائي الطاقة للورك والعمود الفقري الطريقة المفضلة لتشخيص تخلخل العظم.